# 419 Aurelia
A 419 Aurelia (ideiglenes jelöléssel 1896 CW) a Naprendszer kisbolygóövében található aszteroida. Maximilian Franz Joseph Cornelius Wolf fedezte fel 1896. szeptember 7-én.